# Lesneven
Lesneven (tiếng Breton: Lesneven) là một xã của tỉnh Finistère, thuộc vùng Bretagne, miền tây bắc Pháp.

## Dân số
Người dân ở Lesneven được gọi là Lesneviens.